# Bosone IV di Challant
Bosone IV di Challant (... – Aosta, 1259) (in francese, Boson IV de Challant) fu un nobile valdostano appartenente alla famiglia Challant. Fu il fondatore della linea dei Challant, signori di Cly.

## Biografia
Bosone IV di Challant era figlio del visconte Bosone III di Challant e di sua moglie, Fiandrina di Biandrate, figlia di Gotofredo II di Biandrate, conte d'Ossola, nonché fratello di Gotofredo I e Aimone III coi quali regnò come co-visconte dalla morte del padre nel 1239, data l'indivisibilità dell'eredità paterna.
Viene citato per la prima volta in un documento siglato coi fratelli il 19 dicembre 1242 quando Gotofredo, Aimone III e Bosone IV si recarono a rendere omaggio al conte di Savoia, ingaggiando con questi la guerra contro Ugo di Bard.
Si riconobbe vassallo personale del conte di Savoia il 12 gennaio 1242 onde ottenere le signorie di Châtillon e Cly (quest'ultimo feudo includeva Chambave, Diémoz, Verrayes, Saint-Denis, Torgnon e tutta la valle Marmore). Bosone IV figura ancora vivente all'udienza generale dei vassalli della Valle d'Aosta nel 1253, morendo nel 1259. Dopo la sua scomparsa, i due fratelli co-reggenti permarranno insieme per altri anni di governo, spartendosi quelle che erano state le competenze amministrative di Bosone IV. Ai suoi figli, come feudo personale, rimarrà la signoria di Cly.

## Matrimonio e figli
Bosone IV ebbe una moglie di cui non ci è pervenuto il nome, dalla quale ebbe:
- Bonifacio di Challant († 1337), signore di Cly
- Francesco, signore di Nernier nel Chiablese
- Pietro, canonico della cattedrale di Aosta dal 1287 al 1303
- Rodolfo, citato nel 1287
- Jacquette, moglie di Amédée d'Oron, signore di Bossonens e di Attalens († 1301)

Tradizionalmente è attribuito come figlio di Bosone IV anche:
- Gotofredo di Challant-Cly († dopo il 1295), citato nel 1252 come signore di Châtillon e fondatore della prima linea dei signori di Challant-Châtillon.